# HR 8799
Désignations
HR 8799 est une étoile variable de type γ Doradus de type spectral kA5 hF0 mA5 V λ Bootis appartenant la séquence principale et située à 135 années-lumière (41 parsecs) du Soleil dans la constellation de Pégase. 
Il s'agit d'une étoile jeune, âgée d'environ 60 millions d'années, de 1,5 fois la masse et 4,9 fois la luminosité du Soleil. Elle est au centre d'un système comprenant un disque de débris et au moins quatre exoplanètes massives qui furent, avec Fomalhaut b, les premières détectées par imagerie directe, par les Québécois Christian Marois, René Doyon et David Lafrenière avec les télescopes Keck et Gemini à Hawaii en 2008.

## Type spectral
HR 8799 est une étoile de type λ Bootis, c'est-à-dire que ses couches externes sont appauvries en éléments du pic du fer : 24Cr, 25Mn, 26Fe, 27Co et 28Ni. Ceci est peut-être la conséquence de l'accrétion de gaz pauvres en ces éléments depuis le disque protoplanétaire ayant entouré l'étoile peu après sa formation. La forme de la raie de l'hydrogène ainsi que la température effective de l'étoile seraient en accord avec un spectre de type F0 V, mais les raies métalliques — et notamment la raie K du calcium — sont plus en accord avec une classe A5 V, d'où un type spectral écrit globalement : kA5 hF0 mA5 V ; λ Boo,.

## Système planétaire
À ce jour, quatre planètes massives de 7 à 10 masses joviennes ont été détectées autour de l'étoile :
| Planète ou disque | Masse (MJ) | Demi-grand axe proj.* (UA) | Période orbitale (a) | Excentricité |
| --- | ---------- | -------------------------- | -------------------- | ------------ |
| |            |                            |                      |              |
| Disque chaud | ?          | ?                          | ?                    | ?            |
| HR 8799 e | 9 ± 4      | 14,5 ± 0,5                 | ~ 50                 | ?            |
| HR 8799 d | 10 ± 3     | ~ 24                       | ~ 100                | > 0,04,      |
| HR 8799 c | 10 ± 3     | ~ 38                       | ~ 190                | ?            |
| HR 8799 b | 7+4 −2     | ~ 68                       | ~ 465                | ?            |
| Disque de débris | ?          | 75                         | ?                    | ?            |
| Halo de poussières | ?          | jusqu'à environ 1500       | ?                    | ?            |
| * Seule la distance projetée sur la voûte céleste à la hauteur de l'étoile peut être estimée, car les paramètres orbitaux de ces planètes sont inconnus. |            |                            |                      |              |
| |            |                            |                      |              |
| Système planétaire de HR 8799, |            |                            |                      |              |

HR 8799 est 4,9 fois plus lumineuse que le Soleil, ce qui signifie qu'il faut être {\displaystyle {\begin{smallmatrix}{\sqrt {4,9}}\ \approx \ 2,2\end{smallmatrix}}} fois plus éloigné de HR 8799 que du Soleil pour recevoir une irradiance comparable. Or les quatre planètes de HR 8799 — HR 8799 e, HR 8799 d, HR 8799 c et HR 8799 b par demi-grand axe croissant — sont deux à trois fois plus éloignées de l'étoile que le sont respectivement Jupiter, Saturne, Uranus et Neptune du Soleil, ce qui signifie qu'elles reçoivent de leur étoile une irradiance comparable à celles des quatre planètes géantes du Système solaire.

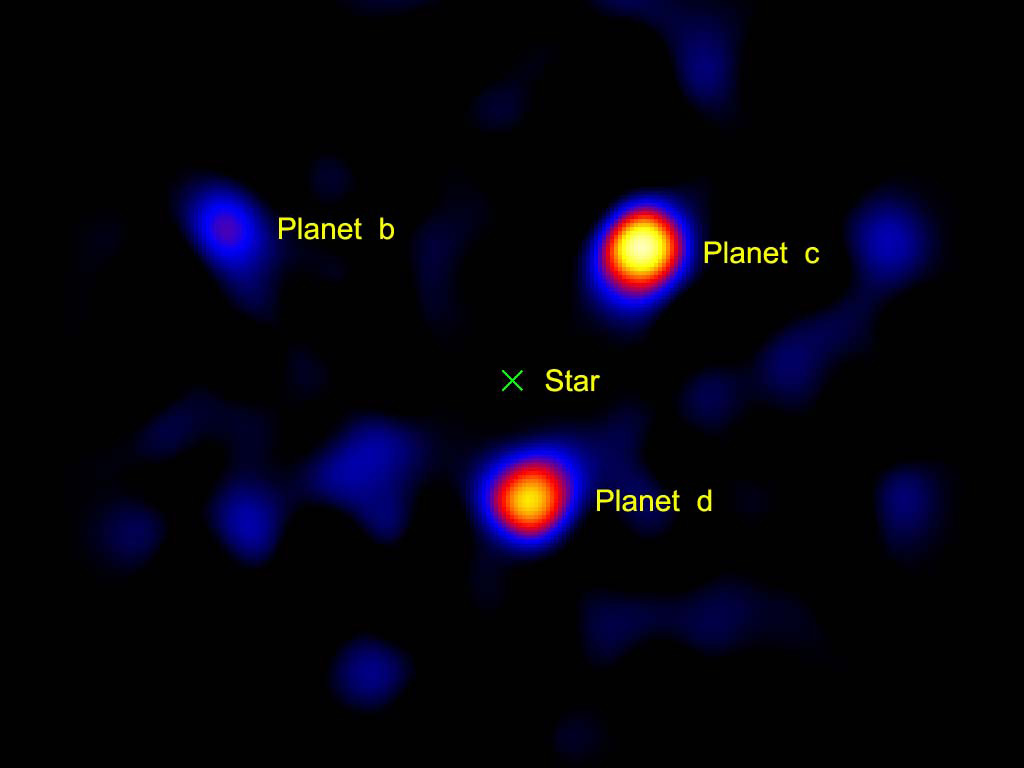
Trois des quatre planètes identifiées autour de HR 8799 (masquée et marquée par une croix), photographiées le 14 avril 2010 en astronomie à l'observatoire du Mont Palomar en Californie.

Vues de la Terre, ces planètes tournent autour de leur étoile dans le sens inverse des aiguilles d'une montre, ce qui a été confirmé par de multiples observations remontant jusqu'à 2004. Ce système a plus de chances d'être stable si les planètes HR 8799 c et HR 8799 d présentent une résonance orbitale 1:2, ce qui implique une excentricité orbitale supérieure à 0,04 pour la planète HR 8799 d afin de correspondre aux observations. Plus généralement, ce système planétaire serait le plus stable si les planètes HR 8799 b, HR 8799 c et HR 8799 d présentaient une résonance orbitale 1:2:4 semblable à la résonance de Laplace des trois satellites galiléens intérieurs que sont, par demi-grand axe décroissant, Ganymède, Europe et Io, ou encore trois des exoplanètes du système de Gliese 876.

Résonance de Laplace 1:2:4 entre Ganymède, Europe et Io autour de Jupiter ; une telle résonance serait également à l'œuvre autour d'HR 8799.

Dans un article prépublié sur arXiv le 18 septembre 2019, Jean-Baptiste Ruffio et ses collègues indiquent avoir obtenu la vitesse radiale des planètes b et c, qui valait −9,2 ± 0,5 km/s et −11,6 ± 0,5 km/s en 2010. Cette mesure permettait de mieux contraindre l'orientation 3D des orbites en levant la dégénérescence sur la longitude du nœud ascendant. En supposant que les planètes b et c ont des orbites coplanaires et sans prendre en compte les planètes d et e, ils ont obtenu les contraintes suivantes : Omega = 89+27
 −17 degrés et i = 20,8+4,5
 −3,7 degrés

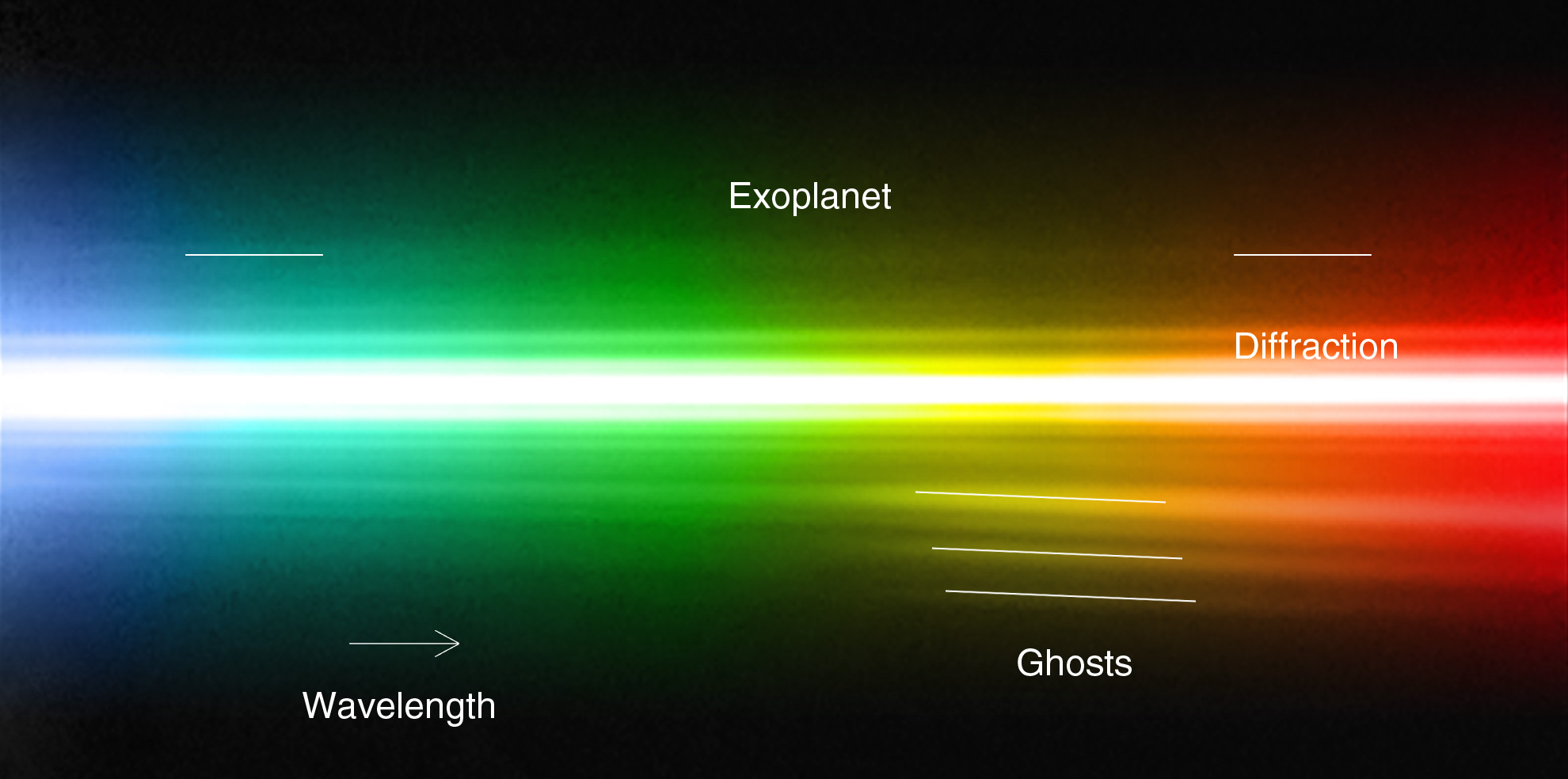
Spectre de l'exoplanète HR 8799 c.

La photométrie à large bande des trois planètes les plus externes — b, c et d par demi-grand axe décroissant — indique la présence de nombreux nuages dans leur atmosphère, la spectrométrie dans le proche infrarouge des planètes b et c y indiquant par ailleurs la présence d'une chimie du monoxyde de carbone (CO) et du méthane (CH4),.

Le téléscope James-Webb détecte la présence de grandes quantités de dioxyde de carbone sur les quatre planètes en 2025. 

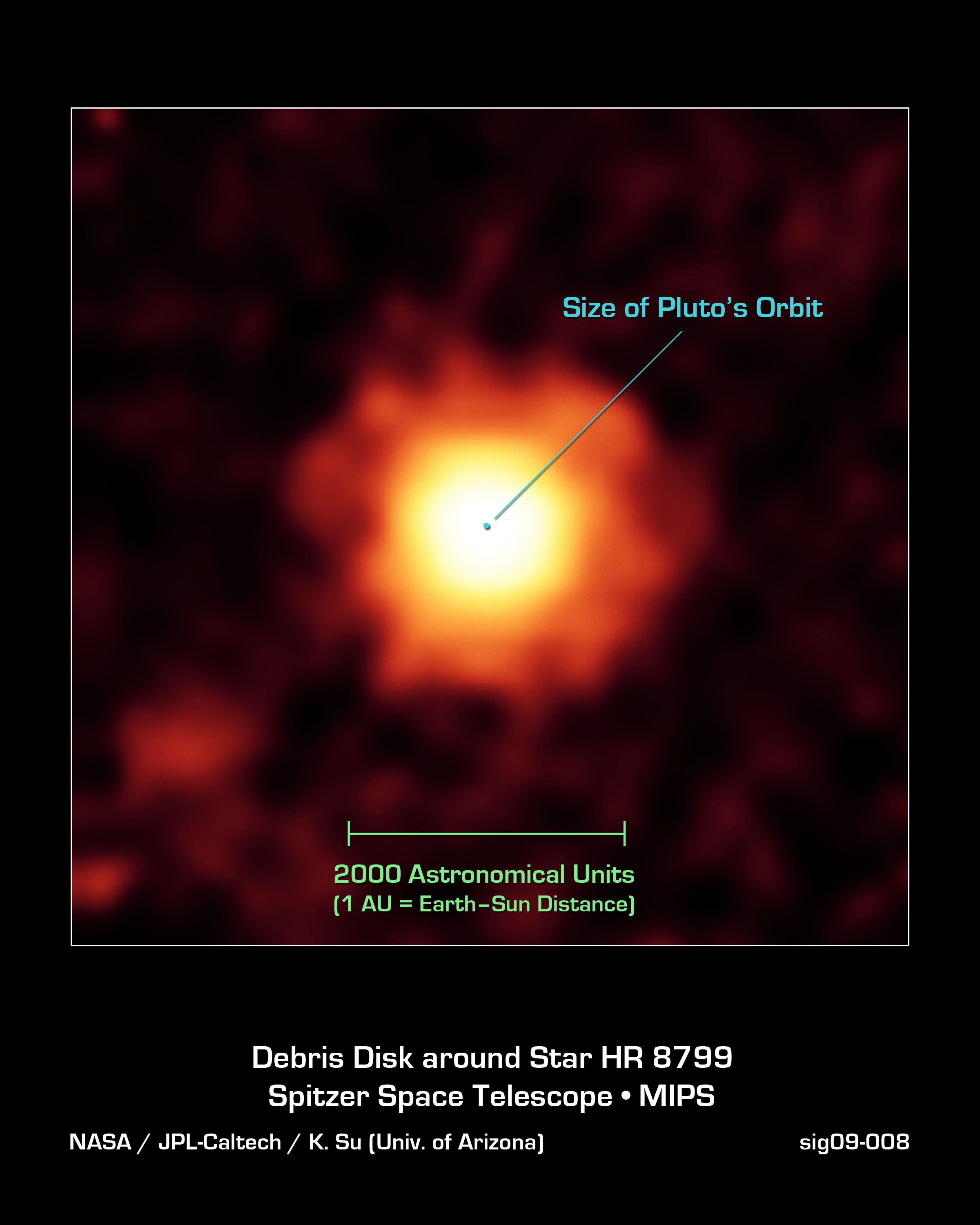
Halo de l'étoile HR 8799 vu par le télescope spatial Spitzer.

## Disque de débris
Le télescope spatial Spitzer a obtenu en janvier 2009 des images du disque de débris de HR 8799, ce qui a permis d'en distinguer trois composantes :
1. Une ceinture de poussière chaude, d'une température d'environ 150 K, situé à l'intérieur de l'orbite de la planète e, la plus intérieure. Les bords intérieur et extérieur de cette ceinture sont proches des résonances 4:1 et 2:1 avec HR 8799 e[6].
2. Une ceinture de poussière froide, d'une température d'environ 45 K, dont le bord intérieur, très abrupt, est situé à l'extérieur de l'orbite de la plus externe des quatre planètes actuellement connues, HR 8799 b, avec une résonance orbitale d'environ 2:3 avec cette dernière[6].
3. Un vaste halo de petits grains issus de la ceinture de poussière froide. Ce halo inhabituel résulte probablement d'une grande activité dynamique induite par les perturbations gravitationnelles des quatre planètes massives du système[17].

D'après l'équipe du Spitzer qui a réalisé l'étude, des collisions se produisent encore entre des corps semblables à ceux de notre ceinture de Kuiper, et les trois planètes massives externes du système n'auraient pas encore atteint leur orbite stable définitive.